# Stumpfschwarzer Getreideschimmelkäfer

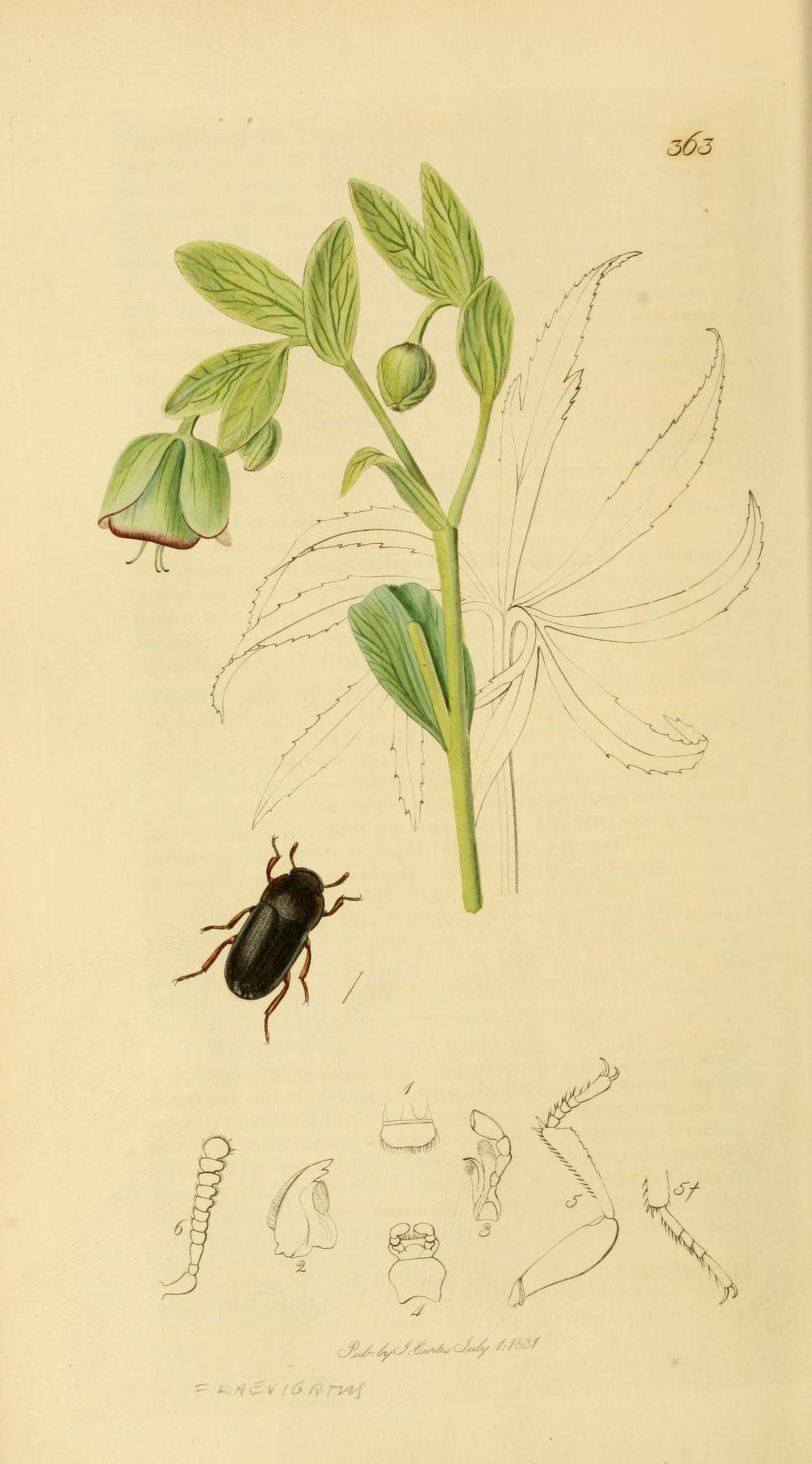
Illustration aus British Entomology von John Curtis

Der Stumpfschwarze Getreideschimmelkäfer (Alphitobius laevigatus) ist ein Käfer aus der Familie der Schwarzkäfer (Tenebrionidae). Er kommt endemisch in Subsahara-Afrika vor, hat aber eine weltweite synanthropische Verbreitung.
Alphitobius laevigatus gilt als Schädling, da er Mehl- und Getreidevorräte befällt, insbesondere solche mit Schimmelpilzen. Wie andere Schwarzkäferarten werden seine Larven als Futtermittel genutzt. Wie sein enger Verwandter, der Glänzendschwarze Getreideschimmelkäfer (Alphitobius diaperinus), wird er umgangssprachlich auch als „Buffalo-Käfer“ (von Niederländisch buffalokever) bezeichnet.

## Merkmale
Der Stumpfschwarze Getreideschimmelkäfer erreicht eine Körperlänge von 4,5 bis 5,5 Millimeter und ist damit kleiner als der Glänzendschwarze Getreideschimmelkäfer (Alphitobius diaperinus) mit 5,5 bis 6 Millimeter. Die Larven sind größer, bis zu 15 Millimeter, wenn sie voll ausgewachsen sind.

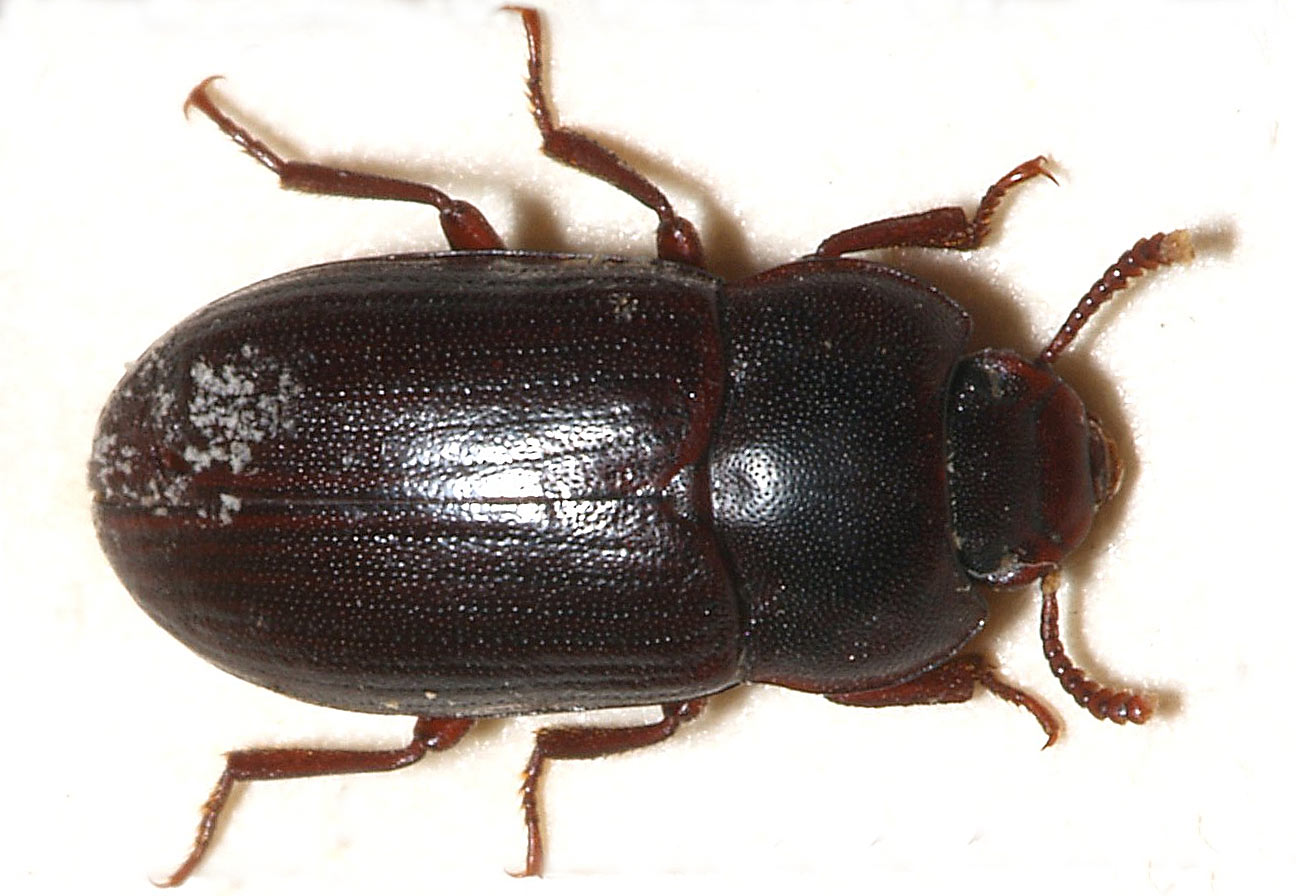
Alphitobius laevigatus in adulter Form
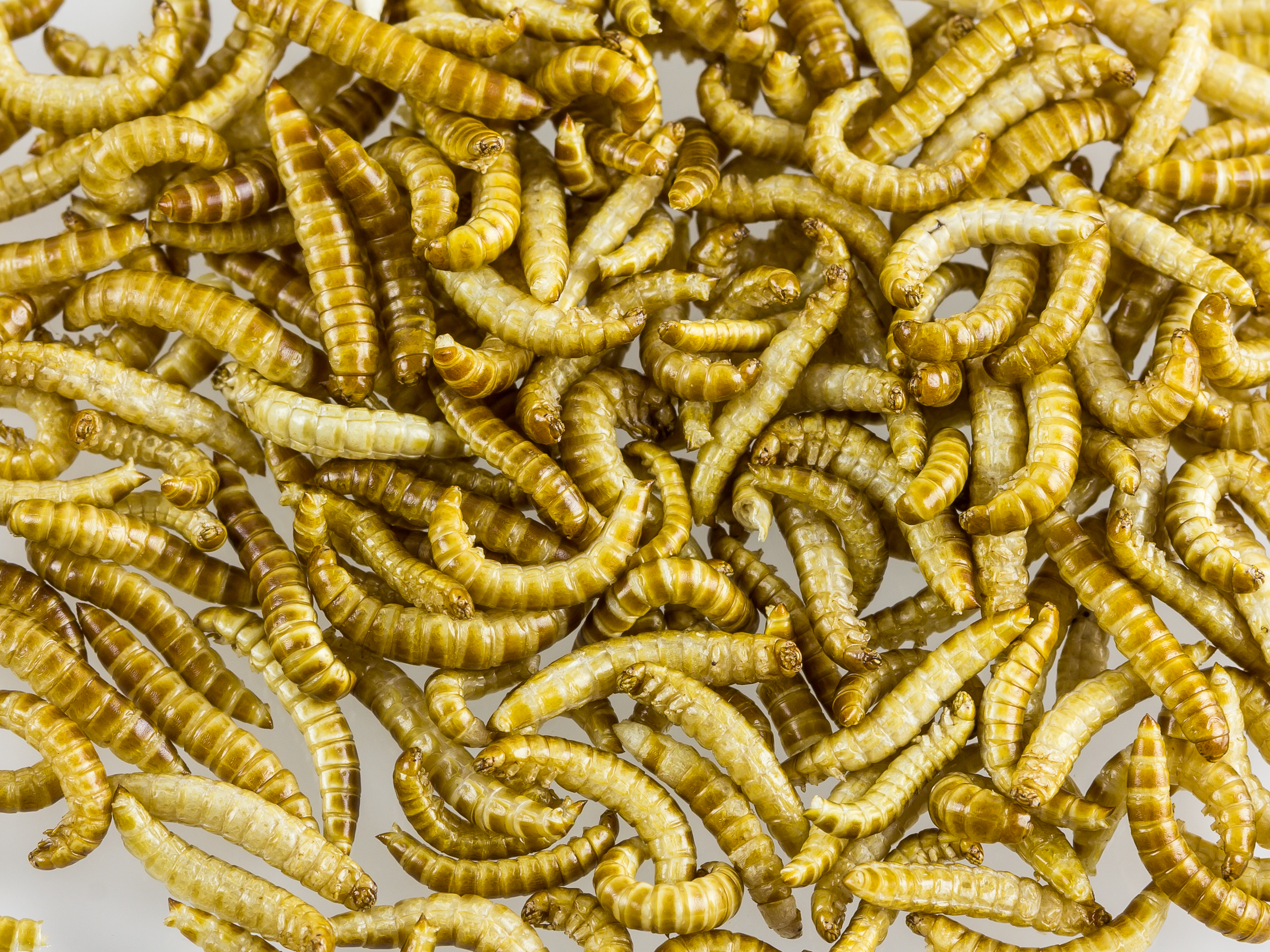
Alphitobius laevigatus im Larvenstadium (getrocknet)

## Wirtschaftliche Bedeutung
Der Käfer wird in großen Mengen als Futterinsekt für Heimtiere gezüchtet, insbesondere für Vögel und Terrarientiere. Unter optimierten Zuchtbedingungen ist der Lebenszyklus mit 45 Tagen kurz, was eine Zucht erleichtert. Die Larven werden unter dem Handelsnamen „Buffalowürmer“ angeboten. Dieser wird jedoch auch für Larven von Alphitobius diaperinus verwendet, sodass es hier zu Verwechslungen kommen kann.
Anders als die Art A. diaperinus, für die es eine Bewertung der Europäischen Behörde für Lebensmittelsicherheit (EFSA) als sicher für den menschlichen Verzehr und eine Zulassung als neuartiges Lebensmittel gibt, wird A. laevigatus nicht für den menschlichen Verzehr gezüchtet oder diskutiert.